# Mesolestes sermeti
Mesolestes sermeti is een keversoort uit de familie van de loopkevers (Carabidae). De wetenschappelijke naam van de soort is voor het eerst geldig gepubliceerd in 1954 door Mateu & Colas.